# وارن (آیداهو)
وارن (به انگلیسی: Warren) یک منطقهٔ مسکونی در ایالات متحده آمریکا است که در شهرستان آیداهو، آیداهو واقع شده‌است. وارن ۱٬۸۰۰٫۱۷ متر بالاتر از سطح دریا واقع شده‌است.